# Garnet Sixsmith
Garnet Mosgrove Sixsmith, född 15 januari 1885 i Ottawa, död 12 mars 1967, var en kanadensisk professionell ishockeyspelare som spelade i WPHL och IPHL från 1902 till 1910. Hans äldre bror Arthur Sixsmith var även han professionell ishockeyspelare.

## Biografi
Garnet Sixsmith inledde spelarkarriären säsongen i WPHL säsongen 1902–1903 med Pittsburgh Victorias, för vilka även hans äldre bror Arthur och flera andra spelare från hemstaden Ottawa spelade. Han spelade med Victorias även säsongen 1903–1904. Inför säsongen 1904–1905 lades WPHL på is och Sixsmith spelade istället för Pittsburgh Professionals och Canadian Soo Algonquins i IPHL åren 1904–1906. Säsongen 1907–1908 var WPHL tillbaka och Sixsmith spelade för Pittsburgh Athletic Club och Pittsburgh Lyceum åren 1907–1909.
Tillsammans med sin fru Martha Martin Sixsmith fick han två döttrar och två söner. Garnet Sixsmith dog den 12 mars 1967 och ligger begraven på Good Shepherd Catholic Cemetary i Monroeville, Pennsylvania.

## Statistik
| 1902–03     | Pittsburgh Victorias     | WPHL        | 14 | 8  | 2 | 10 | 31 | – | – | – | – | –  |
| 1903–04     | Pittsburgh Victorias     | WPHL        | 13 | 10 | 4 | 14 | 12 | – | – | – | – | –  |
|             | Pittsburgh Victorias     | US Pro      | –  | –  | – | –  | –  | 6 | 3 | 3 | 6 | 10 |
| 1904–05     | Canadian Soo Algonquins  | IPHL        | 3  | 2  | 0 | 2  | 12 | – | – | – | – | –  |
|             | Pittsburgh Professionals | IPHL        | 2  | 1  | 0 | 1  | 0  | – | – | – | – | –  |
| 1905–06     | Pittsburgh Professionals | IPHL        | 14 | 7  | 0 | 7  | 5  | – | – | – | – | –  |
| 1906–07     |                          |             | –  | –  | – | –  | –  | – | – | – | – | –  |
| 1907–08     | Pittsburgh Athletic Club | WPHL        | 14 | 7  | 0 | 7  | –  | – | – | – | – | –  |
| 1908–09     | Pittsburgh Athletic Club | WPHL        | 8  | 7  | 0 | 7  | –  | – | – | – | – | –  |
|             | Pittsburgh Lyceum        | WPHL        | 8  | 4  | 0 | 4  | –  | – | – | – | – | –  |
| WPHL totalt | WPHL totalt              | WPHL totalt | 57 | 36 | 6 | 42 | 43 | – | – | – | – | –  |
| IPHL totalt | IPHL totalt              | IPHL totalt | 19 | 10 | 0 | 10 | 17 | – | – | – | – | –  |

Statistik från Society for International Hockey Research på sihrhockey.org